# Psammomys obesus
El jird gordo (Psammomys obesus) es una especie de roedor miomorfo de la familia Muridae propia de África y Oriente Medio. No se reconocen subespecies.

## Descripción
Es un roedor de tamaño medio y de aspecto más achaparrado que las especies del género Meriones. El pelaje dorsal varía del marrón claro al rojo y amarillo, con manchas de color negro. En los flancos,  vientre y mejillas es de color ocre pálido, con además una mancha blanca detrás de cada oreja. La cola termina en un penacho de pelos de unos 14 mm de largo.
El cráneo es robusto y anguloso, y su fórmula dental es la siguiente: 1/1, 0/0, 0/0, 3/3 = 16.

## Distribución y hábitat
Se encuentra en el norte de África, desde Mauritania a Egipto, así como en Arabia Saudí, Israel, Jordania y Siria. Habita preferentemente en las proximidades de su principal fuente de alimento, los arbustos suculentos halófilos.

## Biología
Viven en pequeñas colonias y construyen, habitualmente en una loma, madrigueras protegidas por arbustos con varias entradas y 2 o 3 pisos de galerías, una de ellas de forma circular. El territorio del macho dominante es de gran extensión, pudiendo abarcar el de varias hembras y machos subordinados. La época de cría es de diciembre a abril, aunque se ha registrado que en cautividad pueden criar durante todo el año. El periodo de gestación es de 24 días, pariendo las hembras una camada de entre 1 y 7 crías, las cuales nacen lampiñas y son destetadas a las 3 semanas, periodo tras el cual las crías se independizan. Los machos alcanzan la madurez sexual a los 4 meses y las hembras a partir de los 3.
Son de hábitos diurnos, aunque también son activos por la noche. Pese a que se alimentan de plantas cultivadas, su alimentación se compone principalmente de quenopodiáceas, las cuales son ricas en agua (84-86%) y en sodio (1,5 g por 100 g). Debido a ello debe consumir una gran cantidad de estas plantas saladas y desarrollar el correspondiente exceso de sales, lo cual consigue excretando una orina altamente concentrada gracias a que sus riñones son muy eficientes.